# 貝氏智利鯡
貝氏智利鯡為輻鰭魚綱鲱形目鲱科的其中一種，分布於東南太平洋的智利海域，棲息深度可達70公尺，本魚體深藍色，背部和銀白色的腹部，鰭半透明，背鰭軟條13-21枚，臀鰭軟條12-23枚，體長可達28.4公分，棲息在沿海海域，成群活動，以浮游生物為食，可做為食用魚。

## 擴展閱讀
維基物種上的相關：貝氏智利鯡